# Safa Aksoy
Sefa Aksoy (ur. 1 stycznia 1993) – turecki zapaśnik walczący w stylu wolnym. Czwarty w Pucharze Świata w 2017 i ósmy w 2015. Siódmy na igrzyskach Solidarności Islamskiej w 2017 roku.